# Кайон
Кайон (англ. Cayon) — город в Сент-Китсе и Невисе. Административный центр округа Сент-Мери-Кайон.

## География
Находится на востоке острова Сент-Китс. Высота над уровнем моря — 109 м.

### Климат
По Классификации климатов Кёппена, климат здесь определяется как Aw — тропический климат с сухой зимой и дождливым летом. Температура здесь в среднем 26,2 °C. Среднегодовая норма осадков — 910 мм.

## Образование
В городе расположен кампус Медицинской школы Виндзорского университета.

## Спорт
Город Кайон представлен в Премьер Лиге Сент-Китса и Невиса футбольной командой «Cayon Rockets».
В городе расположена площадка для крикета Сент-Мэри-Парк. 